# Barbara Wiśniewska-Paź
Barbara Ewelina Wiśniewska-Paź – Prof. UWr dr hab. nauk humanistycznych w dyscyplinie socjologia, pracownik naukowo-dydaktyczny  Instytutu Socjologii Uniwersytetu Wrocławskiego, kierownik Zakładu Socjologii Bezpieczeństwa i Edukacji Instytutu Socjologii Uniwersytetu Wrocławskiego. Kierownik Centrum Studiów i Edukacji na rzecz Bezpieczeństwa Uniwersytetu Wrocławskiego.Autorka kilkudziesięciu haseł encyklopedycznych, artykułów oraz książek.
W roku 1994 ukończyła studia socjologiczne na Uniwersytecie Wrocławskim, gdzie w 2000 roku uzyskała stopień doktora. Habilitowała się na almamater w 2011 roku na podstawie pracy Autonomia edukacji a ład społeczny. Struktura szkolnictwa w Szwajcarii wobec zdecentralizowanej organizacji społeczeństwa i państwa. Kwestie porównawcze ze strukturami państw ościennych.
Prowadzi badania dotyczące Szwajcarii (religii, wielokulturowości i wielojęzyczności oraz zmian dotyczących kantonalnych struktur szkolnych). Oprócz zajęć kursorycznych, wykładów i seminariów specjalizacyjnych z zakresu socjologii edukacji prowadzi również zajęcia z zakresu komunikacji społecznej (treningi i warsztaty komunikacyjne, seminaria specjalizacyjne dot. Manipulacji i kłamstwa w życiu społecznym). Na terenie Wrocławia prowadzi studia oraz badania rynku edukacji sportowej.

## Publikacje
- Szwajcaria w krzywym zwierciadle Libanu: czy Szwajcarii grozi scenariusz Libanu zwanego niegdyś Szwajcarią Wschodu?, [w:] Niemcy, Austria, Szwajcaria: wyzwania z przełomu XX/XXI wieku, red. Ernest Kuczyński, Michał Tomczyk, Łódź: Wydawnictwo Uniwersytetu Łódzkiego, 2012, s. 234–250.
- Społeczny wymiar obiektu Goetheanum w Dornach i jego senesy edukacyjne, Wrocław 2002
- Fenomen Szwajcarii wobec Unii Europejskiej Przyczyny i skutki szczególnej pozycji Konfederacji Helweckiej w Europie (red.) Warszawa 2009
- Autonomia edukacji a ład społeczny. Struktura szkolnictwa w Szwajcarii wobec zdecentralizowanej organizacji społeczeństwa i państwa. Kwestie porównawcze ze strukturami państw ościennych, Warszawa 2009
- Wokół problemów socjologii edukacji i badań młodzieży (red.), Forum Socjologiczne nr 2/2011, Wrocław 2012
- Współczesna demokracja bezpośrednia. Dialog polsko-szwajcarski, Kraków 2013